# هاري كيوف
هاري كيوف (بالإنجليزية: Harry Keough)‏ هو مدرب كرة قدم ولاعب كرة قدم أمريكي، ولد في 15 نوفمبر 1927 في سانت لويس في الولايات المتحدة، وتوفي بنفس المكان في 7 فبراير 2012. شارك مع منتخب الولايات المتحدة لكرة القدم. أما مع النوادي، فقد لعب مع St. Louis Kutis S.C. ‏.

## وصلات خارجية
- هاري كيوف على موقع الاتحاد الدولي (مؤرشف)  (الإنجليزية)
- هاري كيوف على موقع قاعدة بيانات كرة القدم.إي يو (الإنجليزية)
- هاري كيوف على موقع ناشيونال فوتبول تيمز (الإنجليزية)
- هاري كيوف على موقع Soccerway.com (الإنجليزية)
- هاري كيوف على موقع عالم كرة القدم.نت (الإنجليزية)
- هاري كيوف على موقع اللجنة الأولمبية الدولية (الإنجليزية)
- هاري كيوف على موقع أوليمبيديا (الإنجليزية)